# 大外返
大外返（おおそとがえし）は、柔道の足技21本の一つ。講道館では1982年（昭和57年）に新たに名称として登録された。講道館や国際柔道連盟 (IJF) での正式名。IJF略号OGA。

## 概要
大外刈系の技大外刈、大外落、大外車への返し技で後の先の技の一種である。投げ方は、相手が十分に崩しきらず強引に大外刈などを掛けてきた際に、逆に相手に大外刈などを掛ける、つまりは相手の大外刈系の技を大外刈系の技で押し返して倒す技であると柔道家の醍醐敏郎は1994年に講道館機関誌『柔道』で述べている。大外刈などに対する、カウンターパンチならぬカウンターキックとなる技である。
二段小外刈にも大外返しがあるが二段小外掛の同様の技を醍醐敏郎は小外掛に分類される旨述べている。
名称設定の経緯については後の先も参照のこと。